# Rychvald

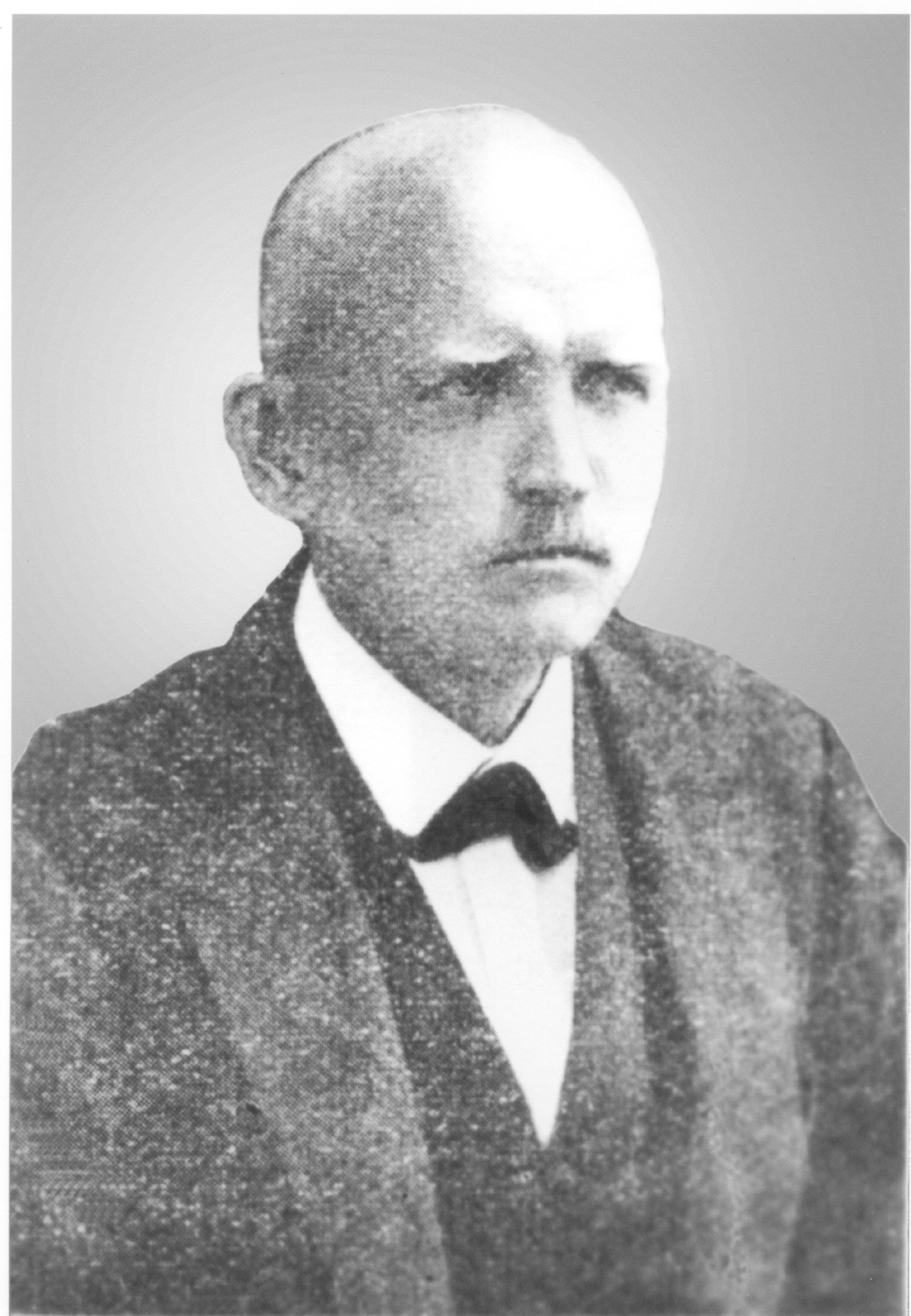
Jindřich Šmuk, český národní buditel, vládní komisař pro plebiscit na Těšínsku v roce 1920 a první český starosta města Rychvaldu (Slezsko)

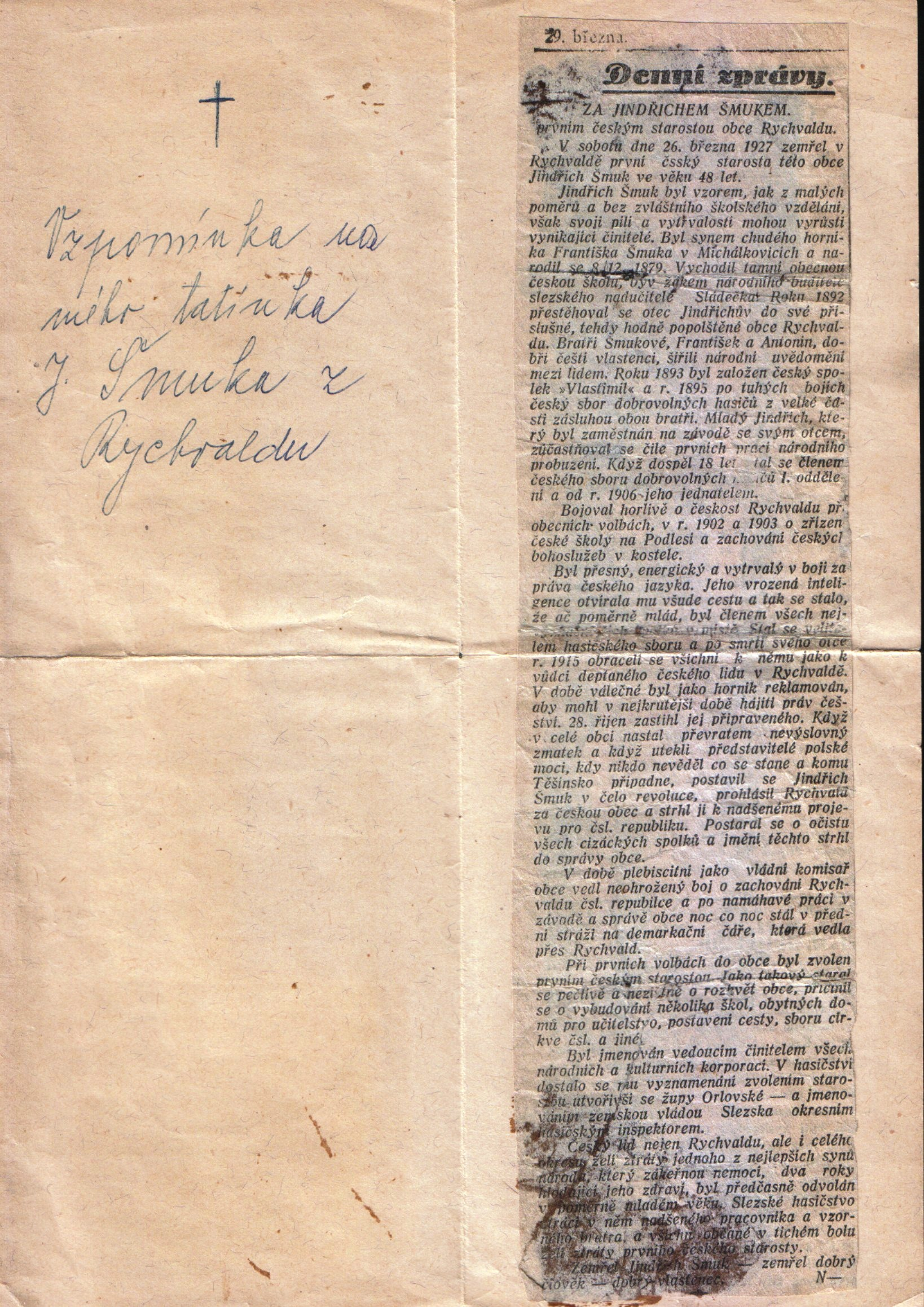
Denní zprávy - za Jindřichem Šmukem

Rychvald (polsky Rychwałd, německy Reichwaldau) je město v okrese Karviná v Moravskoslezském kraji. Žije zde přibližně 7 800 obyvatel.

## Název
Nejstarší zachovaná podoba jména zní Richinwalde, která se vyvinula z německého spojení zem richen walde („u bohatého lesa“). V češtině se nejprve (doloženo z 15. století) používala podoba Rycholtov.

## Historie
První písemná zmínka o obci pochází z roku 1305, z doby, kdy vznikalo Těšínské knížectví. V roce 1327 se toto knížectví dostalo pod vládu Jana Lucemburského. Když zemřel poslední Piastovec, připadlo Habsburkům, kteří jej měli v držení až do první světové války. Objev ložisek černého uhlí v oblasti významně přispěl k hospodářskému a demografickému rozvoji Rychwałdu. V roce 1869 mělo město 2 277 obyvatel a tento počet se v následujících desetiletích neustále zvyšoval.[ve zdroji nenalezeno]
Podle rakouského sčítání lidu v roce 1910 měl Rychwałd 6 163 obyvatel, z toho 6070 bylo trvale zaregistrováno, 3001 (49,4 %) bylo polsky mluvících, 2907 (47,9 %) česky mluvících a 158 (2,6 %) německy mluvících, 5899 (95,7 %) bylo katolíků, 167 (2,7 %) protestantů, 86 (1,4 %) židů a 11 bylo jiného vyznání. Po skončení 1. světové války si na celé Těšínsko začaly dělat nároky jak polská, tak československá strana: při prvním dočasném rozdělení Těšínska v roce 1918 získali Rychvald pod svou správu Poláci, při druhém a posledním dělení ho nakonec získalo Československo. V roce 1938 byl Rychvald obsazen polskou armádou a v roce 1939 zase armádou německou. Československá správa byla obnovena až po válce v roce 1945.
V roce 1935 byl Rychvald povýšen na městys. V roce 1985 byl povýšen na město.

## Obyvatelstvo
Počátkem roku 2013 vzrostl počet obyvatel na 7 216, ve srovnání s rokem 2010, kdy jich bylo 7 107.
| Rok            | 1869  | 1880  | 1890  | 1900  | 1910  | 1921  | 1930  | 1950  | 1961  | 1970  | 1980  | 1991  | 2001  | 2011  | 2021  |
| -------------- | ----- | ----- | ----- | ----- | ----- | ----- | ----- | ----- | ----- | ----- | ----- | ----- | ----- | ----- | ----- |
| Počet obyvatel | 2 277 | 2 603 | 3 149 | 4 556 | 6 163 | 6 406 | 7 190 | 5 963 | 6 610 | 7 051 | 7 149 | 6 645 | 6 769 | 7 093 | 7 456 |
| Počet domů     | 324   | 362   | 400   | 470   | 590   | 646   | 910   | 1 181 | 1 412 | 1 477 | 1 455 | 1 635 | 1 716 | 1 914 | 2 169 |

Věková struktura obyvatel obce Rychvald roku 2011

## Městská správa

### Městské čtvrti
- Horní Podlesí
- Zbytky
- Dolní Podlesí
- Husitská kolonie
- Kympy
- Jarošovice
- Starý dvůr
- Vyhonkovec
- Fojtství
- Návsí
- Václav
- Střed
- Na Dvorku

### Městské symboly
Znak a vlajka byly městu uděleny rozhodnutím předsedkyně České národní rady dne 7. května 1992.

## Doprava
Do města se dá dostat autem po ulici Orlovské buď od Ostravy-Heřmanic nebo od Orlové-Poruby, po ulici Michálkovické z Ostravy-Michálkovic, nebo po ulici Bohumínské z Bohumína a Orlové-Lutyně.

### Městská hromadná doprava
- Autobusová linka č. 23 (Ostrava, Hranečník – Rychvald, rozcestí – Bohumín, Záblatí, střed) – provozovatel DP Ostrava
- Autobusová linka č. 505 (Dolní Lutyně – Rychvald, rozcestí – Orlová, Lutyně, aut. nádr.) – Transdev Slezsko, provozovna Orlová

### Příměstská doprava
- 453 Havířov – Petřvald – Rychvald – Bohumín
- 543 Karviná – Dětmarovice – Dolní Lutyně – Rychvald – Ostrava
- 553 Karviná – Dětmarovice – Dolní Lutyně – Orlová – Rychvald – Ostrava
- 557 Orlová – Rychvald – Bohumín
- 558 Orlová – Petřvald – Rychvald – Bohumín

### Anticena Nejhorší díra v Česku 2011
Moravskoslezský kraj dostal za stav silnice č. II/471 v Rychvaldu v roce 2011 od serveru Výmoly.cz v prvním ročníku ankety cenu Nejhorší díra v ČR; toto místo uspělo v konkurenci cca 500 nahlášených výmolů z celé republiky, když získalo kolem 10 tisíc hlasů.

## Pamětihodnosti
- Kostel svaté Anny
- Zámek Rychvald
- Hospoda Na roli

## Osobnosti
- Bedřich Bogumský (1915–1988), český palubní střelec 311. československé bombardovací perutě
- Přemysl Kočí (1917–2003), operní pěvec, herec, hudební pedagog, ředitel Národního divadla

## Sport
V Rychvaldě nyní existují čtyři sportovní kluby:
- Tělovýchovná jednota Baník
- Tělovýchovná jednota Slavoj – jednota je zaměřena hlavně na fotbal (její hráči hrají na dobré úrovni, muži jsou v současné době v 1.B třídě).
- Tělovýchovná jednota Sokol – zaměřena na několik druhů sportů (tenis, florbal atd.)
- Občanské sdružení Rychvaldský šachový oddíl - A - družstvo hraje na krajské úrovni, jinak zaměřeni spíše na mládež a neregistrované, pořádají Rychvaldské šachové léto apod. V Rychvaldě se odehrálo Mistrovství Moravy a Slezska v rapid šachu v roce 1996. Šachisté využívají prostor KS Rychvald.

V Rychvaldě také existuje víceúčelové sportoviště, které se nachází v objektu školy na ulici Školní a dá se na něm hrát malá kopaná, florbal, stolní tenis a další sporty. Pořádají se zde i kulturní akce pro děti.

## Školství

### Základní školy
- Základní škola, ul. Školní č. 1600
  - Odloučené pracoviště, ul. Petřvaldská č. 632
- Základní umělecká škola, ul. Orlovská

### Mateřské školy
- Mateřská škola
  - Odloučené pracoviště, ul. Pionýrská č. 1220
  - Odloučené pracoviště, ul. U Školky č. 1500